# Сабах (баскетбольный клуб)
Сабах — азербайджанский профессиональный баскетбольный клуб. Трёхкратный чемпион Азербайджана по баскетболу.

## История
Клуб создан 1 сентября 2022 года в Баку.

### 2022/2023
В дебютный сезон выиграл регулярный сезон. 
31 мая 2023 года в 5 матче финальной серии плей-офф против «Гянджи» выиграл чемпионат Азербайджана (3:2). Основное время закончилось вничью (80:80). В дополнительное время сильнее был «Сабах» (6:5).

### 2023/2024
Перед началом сезона в клуб пришли 7 новых легионеров, в том числе Артемс Бутянковс, Кивон Девепорт, Донован Смит. Из состава 2022/2023 остался Калин Крейн. Пришли Эндар Поладханлы и Ширзад Ширзадов. 
Выиграл регулярный сезон.
Вновь выиграл чемпионат Азербайджана, одолев в финале «Хазри».

### 2024/2025
В сезоне 2024/2025 стал чемпионом Азербайджана в третий раз подряд.
Выиграл регулярный сезон. В финальной серии одолел «Нефтчи» со счётом 4:2.
Лучшим игроком сезона и MVP плей-офф стал игрок «Сабах» Хассани Граветт.
Два баскетболиста «Сабах», игравших в сезоне, выступали в НБА.
В сезоне команда также выступила в Лиге чемпионов ФИБА.
По результатам сезона «Сабах» завоевал место в квалификации Лиги чемпионов.
Президент клуба — Магсуд Адыгезалов.

## Еврокубки

### Кубок Европы ФИБА 2023/2024
3 июля 2023 года клуб официально подал заявку на участие в Кубке Европы ФИБА 2023/2024.   
В квалификационной группе А играл вместе с «Донар» (Гронинген, Нидерланды), «Работнички» (Северная Македония) и «Рапид» (Румыния). Матчи прошли в Северной Македонии со 2 по 5 октября 2023 года. Занял 1 место, выиграв 3 матча. В результате прошёл в регулярный розыгрыш. 
В регулярном сезоне выступил в группе D с командами Бахчешехир Колледжи (Турция), Нимбурк (Чехия), Морнар (Черногория). Занял 3 место в группе.
Сабах стал первой за 18 лет командой из Азербайджана, принявшей участие в Еврокубках. А также первой командой Азербайджана, одержавшей победу в групповом этапе, в 4 туре победив «Морнар» (Черногория) (81:74).

### Лига чемпионов ФИБА 2024/2025
17 сентября 2024 года БК «Сабах» принял участие в первом квалификационном раунде Лиги чемпионов ФИБА 2024/2025, который прошёл в Анталье (Турция). Соперником клуба стал Норрчёпинг Долфинс (Норрчёпинг, Швеция).
«Сабах» проиграл со счётом 71:75, и не прошёл дальше.

## Состав 2023/2024
Майкл Холтон, Донован Смит, Кивон Девенпорт, Десмонд Кембридж, Павел Марчинкович, Артем Бутянков, Корин Генри, Ширзад Ширзадов, Эндар Поладханлы, Фуад Нифталиев, Рустам Алиев.

## Текущий состав
| \| Поз. \| № \| Гражд. \| Имя \| Дата рождения (возраст) \| Рост \| Вес \| Звание \| \| ---- \| -- \| ------ \| ----------------- \| ------------------------- \| ------ \| --- \| ------ \| \| \| 14 \| \| Эндар Поладханлы \| 8 декабря 1998 (26 лет) \| 198 см \| \| \| \| \| 77 \| \| Ширзад Ширзадов \| 30 мая 2000 (25 лет) \| 188 см \| \| \| \| \| 0 \| \| КамРон Блу \| 31 мая 2000 (25 лет) \| 201 см \| \| \| \| \| 10 \| \| Майк Холтон \| 27 ноября 1990 (34 года) \| 186 см \| \| \| \| \| 22 \| \| Айдын Ибрагимов \| 23 декабря 2005 (19 лет) \| 196 см \| \| \| \| \| 3 \| \| Хассани Граветт \| 27 сентября 1998 (26 лет) \| 198 см \| \| \| \| \| 15 \| \| Клавс Каварс \| 11 февраля 1996 (29 лет) \| 208 см \| \| \| \| \| \| \| Андрей Войналович \| 11 декабря 1999 (25 лет) \| 207 см \| \| \| \| \| 21 \| \| Аликямран Мамедов \| 14 июля 2006 (18 лет) \| 188 см \| \| \| \| \| 1 \| \| Тревон Дюваль \| 3 августа 1998 (26 лет) \| 188 см \| \| \| \| \| 13 \| \| Джеймс Идс \| 14 января 1997 (28 лет) \| 190 см \| \| \| \| \| 23 \| \| Трей Сэмпсон \| 24 августа 2000 (24 года) \| 205 см \| \| \| | Главный тренер - Римас Куртинайтис Ассистенты тренера Легенда - (К) — Капитан команды Последнее изменение: 29 мая 2025 года |                   |                   |                           |        |     |        |
| Поз. | № | Гражд.            | Имя               | Дата рождения (возраст)   | Рост   | Вес | Звание |
| | 14 | Флаг Азербайджана | Эндар Поладханлы  | 8 декабря 1998 (26 лет)   | 198 см |     |        |
| | 77 | Флаг Азербайджана | Ширзад Ширзадов   | 30 мая 2000 (25 лет)      | 188 см |     |        |
| | 0 | Флаг США          | КамРон Блу        | 31 мая 2000 (25 лет)      | 201 см |     |        |
| | 10 | Флаг США          | Майк Холтон       | 27 ноября 1990 (34 года)  | 186 см |     |        |
| | 22 | Флаг Азербайджана | Айдын Ибрагимов   | 23 декабря 2005 (19 лет)  | 196 см |     |        |
| | 3 | Флаг США          | Хассани Граветт   | 27 сентября 1998 (26 лет) | 198 см |     |        |
| | 15 | Флаг Латвии       | Клавс Каварс      | 11 февраля 1996 (29 лет)  | 208 см |     |        |
| | | Флаг Украины      | Андрей Войналович | 11 декабря 1999 (25 лет)  | 207 см |     |        |
| | 21 | Флаг Азербайджана | Аликямран Мамедов | 14 июля 2006 (18 лет)     | 188 см |     |        |
| | 1 | Флаг США          | Тревон Дюваль     | 3 августа 1998 (26 лет)   | 188 см |     |        |
| | 13 | Флаг США          | Джеймс Идс        | 14 января 1997 (28 лет)   | 190 см |     |        |
| | 23 | Флаг США          | Трей Сэмпсон      | 24 августа 2000 (24 года) | 205 см |     |        |

## Главные тренеры
- Эльшан Юсубов (2022 — 31 июля 2023)[13]
- Бобан Митев[англ.] (31 июля 2023 — 10 декабря 2023)[14][15]
- Римас Куртинайтис (с 30 января 2024)[16]

## Достижения
- Чемпион Азербайджана по баскетболу: 2022/2023, 2023/2024, 2024/2025[4]